# Doctrina Negroponte

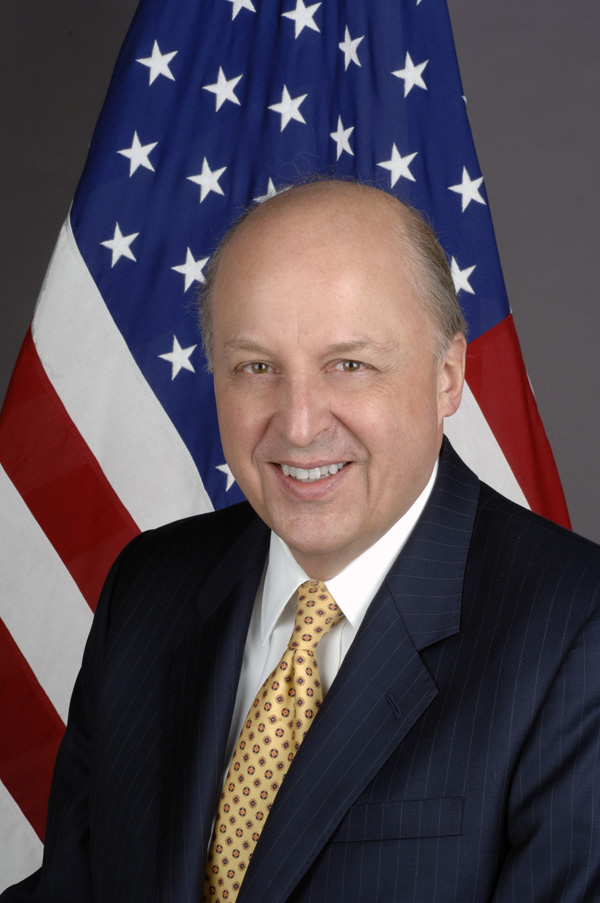
John Negroponte

El 26 de julio de 2002, John Negroponte, embajador de Estados Unidos ante las Naciones Unidas, dijo en una reunión a puerta cerrada del Consejo de Seguridad de las Naciones Unidas que el gobierno de Estados Unidos se opondrá a toda resolución relacionada con el Conflicto árabe-israelí que condene a Israel sin condenar también a los grupos terroristas. Esto se ha conocido como la Doctrina Negroponte, y ha sido visto por sectores del gobierno estadounidense como un contrapeso a las frecuentes resoluciones condenando a Israel que son aprobadas por la Asamblea General.
Aunque nunca se ha revelado la transcripción del discurso de Negroponte, se ha reportado que para que una resolución concerniente al conflicto árabe-israelí sea aprobada, Estados Unidos (país con poder de veto en el Consejo de Seguridad) espera que ésta tenga los siguientes elementos:
- Condena fuerte y explícita de toda forma de terrorismo y de incitación al mismo.
- Condena explícita a las Brigadas de los Mártires de Al-Aqsa, Jihad Islámica y Hamás, grupos que se han atribuido la responsabilidad por ataques suicidas en Israel.
- Llamado a todas las partes para una solución política a la crisis.
- Exigencia de mejoramiento de las condiciones de seguridad como condición para algún llamado a los militares israelíes de replegarse a las posiciones que tenían antes del inicio de la Segunda Intifada.[1]